# 鲁维亚
鲁维亚，是西班牙加利西亚自治区奥伦塞省的一个市镇。总面积101平方公里，总人口1734人（2001年），人口密度17人/平方公里。